# کلیسای جامع خائن
کلیسای جامع شهر خائن (زبان اسپانیایی: Catedral de la Asunción) یک کاتدرال در شهر خائن، اسپانیا است.
قدمت بنای کنونی کلیسا به سده شانزدهم میلادی می‌رسد که بر روی یک بنای قدیمی‌تر از سده پانزدهم میلادی که معماری گوتیک داشت، ساخته و پرداخته شد. ساخت و سازها برای چندین قرن به طول انجامید و ایده اصلی آن حفظ شد. از اهمیت فصل خانه و ساکریستی، شاهکارهای آندرس د وندلویرا و نمونه‌های مهم  رنسانس اسپانیایی برخوردار است. نمای آن در  باروک ساخته شده و با مجسمه‌های پدرو رولدون؛ و گروه کری در سبک معماری نئوکلاسیک دارد و به عنوان یکی از بزرگ‌ترین کلیساهای اسپانیا شناخته می‌شود.
در کاتدرال یک پرده ورونیکا وجود دارد که قدمتش به قرن چهاردهم میلادی می‌رسد و در سییِنا طراحی شده.

## نگارخانه

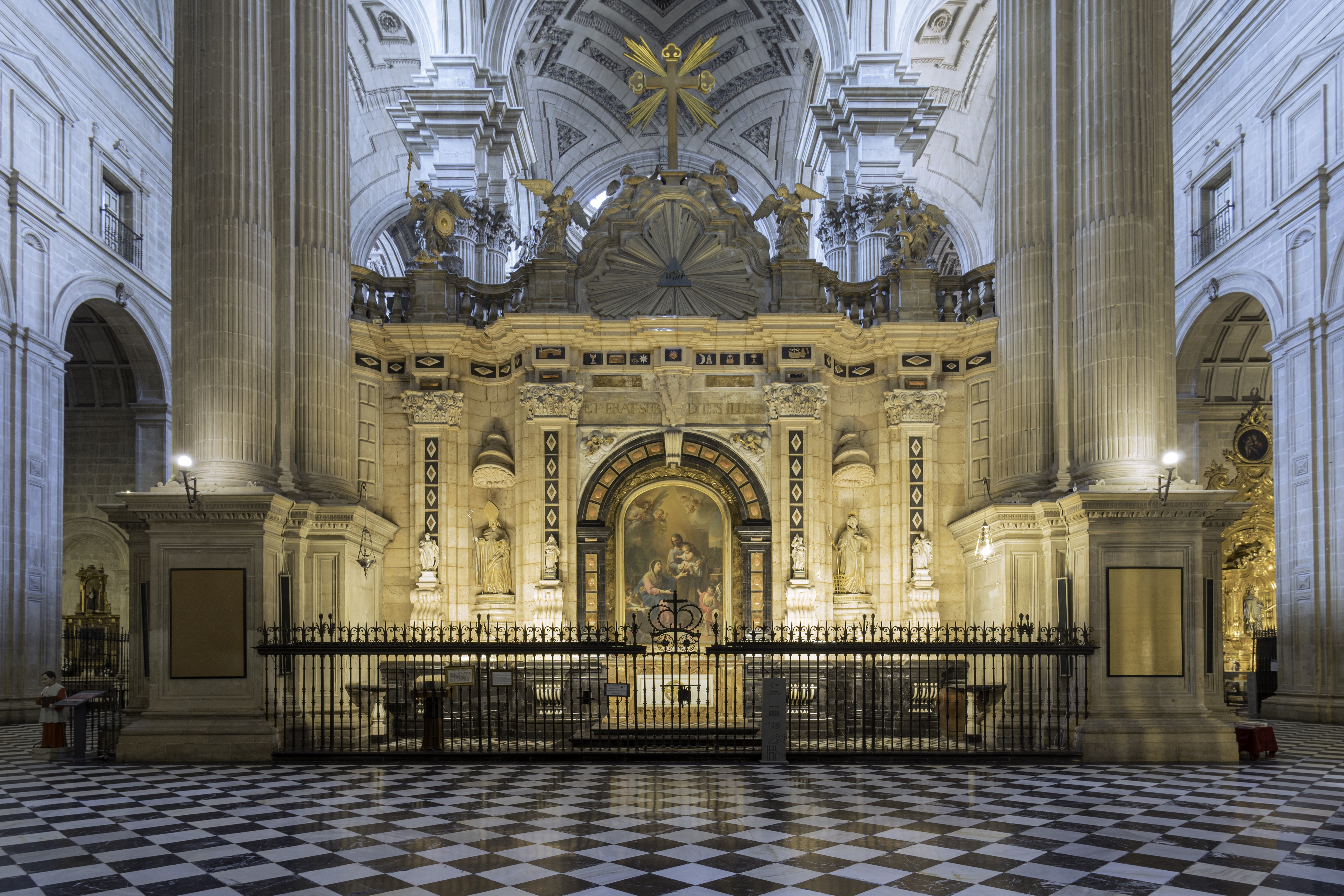
پشت محراب.
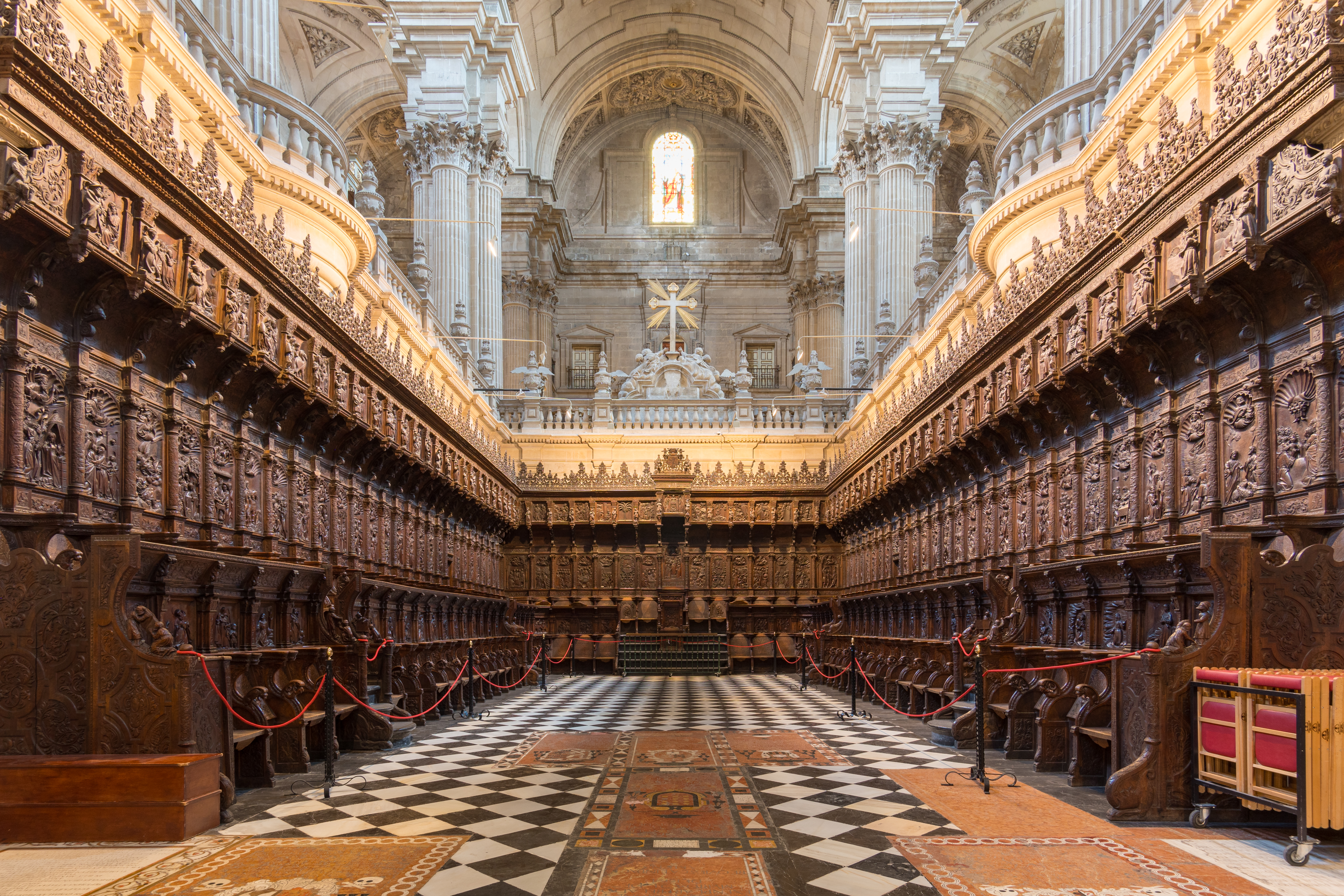
کُر.
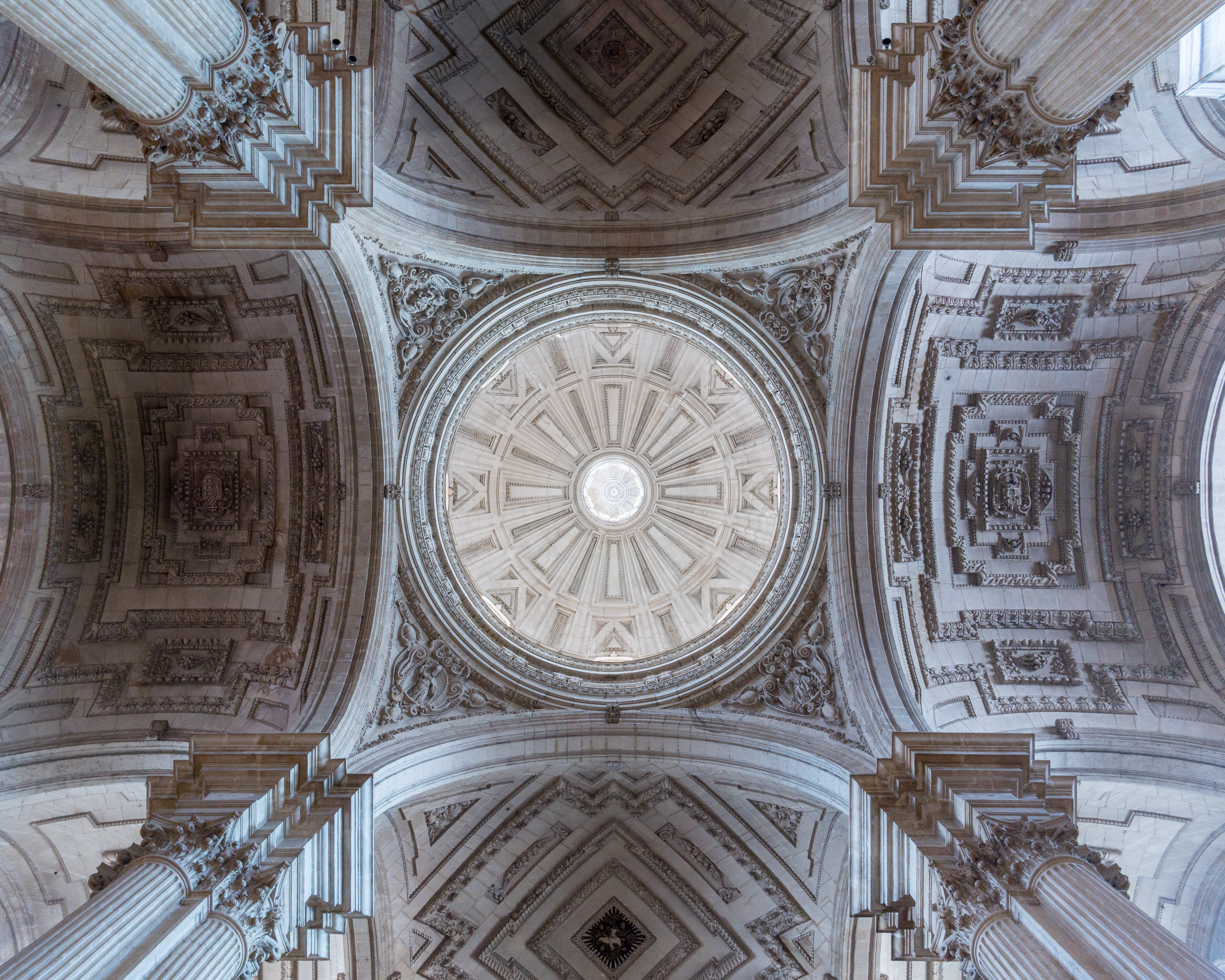
سقف.
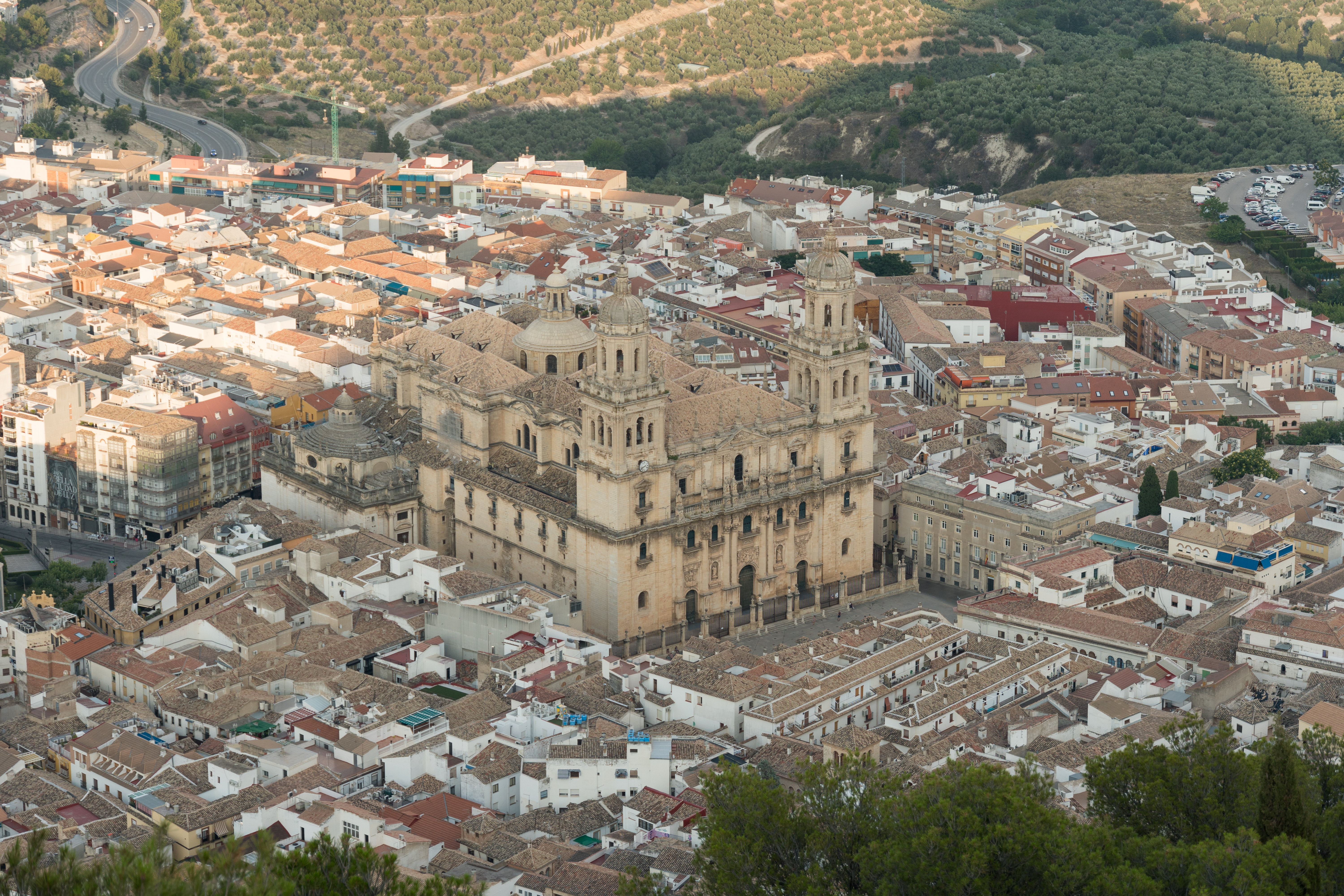
نما از قلعه
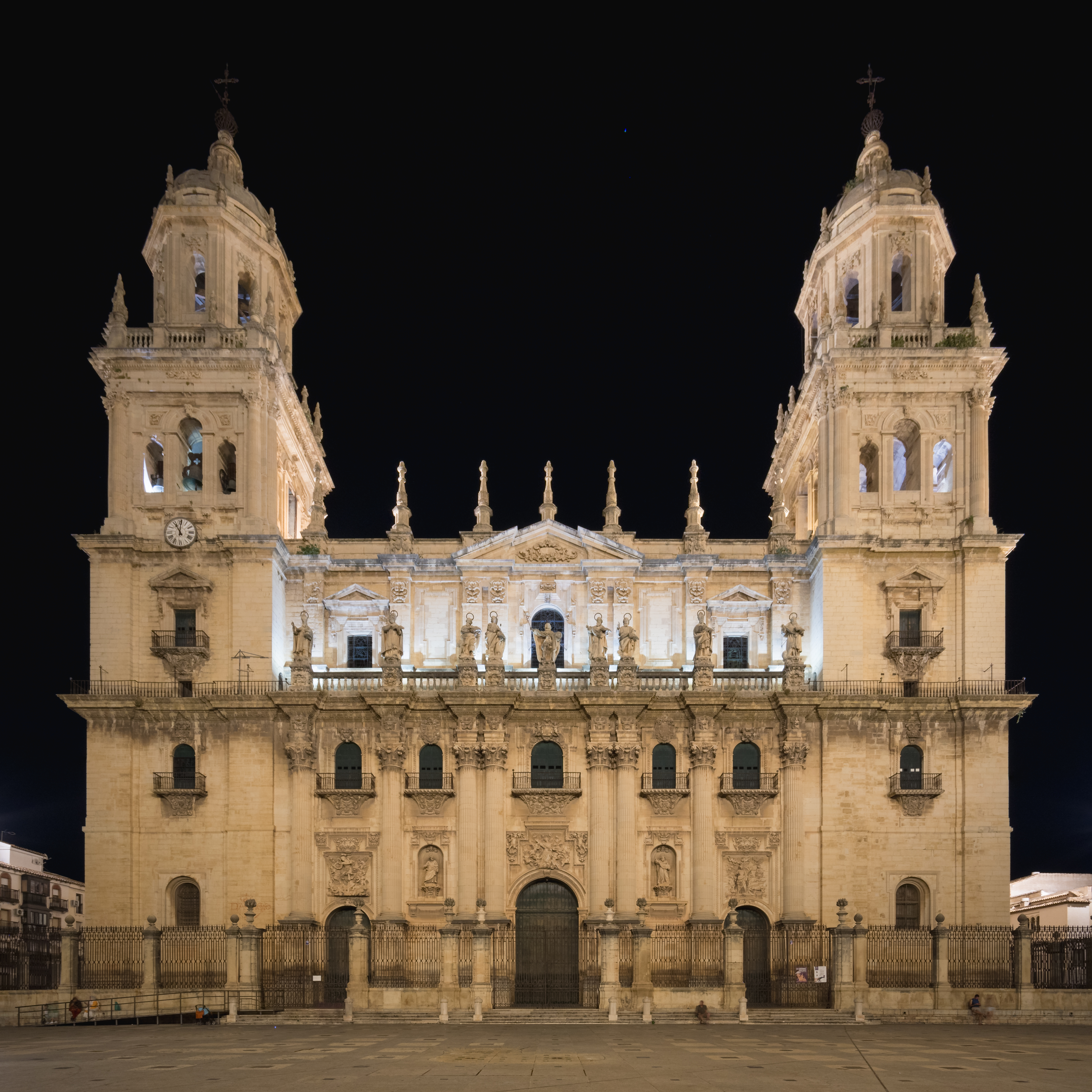
نمای اصلی در شب